# Condado de Nowy Dwór Mazowiecki
Condado de Nowy Dwór Mazowiecki (polaco: powiat nowodworski) é um powiat (condado) da Polónia, na voivodia da Mazóvia. A sede do condado é a cidade de Nowy Dwór Mazowiecki. Estende-se por uma área de 691,65 km², com 75 742 habitantes, segundo o censo de 2005, com uma densidade de 109,51 hab/km².

## Divisões admistrativas
O condado possui:
Comunas urbanas: Nowy Dwór Mazowiecki
Comunas urbana-rurais: Nasielsk, Zakroczym
Comunas rurais: Czosnów, Leoncin, Pomiechówek
Cidades: Nowy Dwór Mazowiecki, Nasielsk, Zakroczym

## Demografia
População (dados de 30 de Junho de 2005):
|          | Total   | Total | Mulheres | Mulheres | Homens  | Homens |
| -------- | ------- | ----- | -------- | -------- | ------- | ------ |
|          | pessoas | %     | pessoas  | %        | pessoas | %      |
| Total    | 75 742  | 100   | 38 826   | 51,3     | 36 916  | 48,7   |
| Cidades  | 38 250  | 100   | 19 825   | 51,8     | 18 425  | 48,2   |
| Povoados | 37 492  | 100   | 19 001   | 50,7     | 18 491  | 49,3   |